# Tetraena qatarensis
Tetraena qatarensis är en pockenholtsväxtart som först beskrevs av Hadidi, och fick sitt nu gällande namn av Beier & Thulin. Tetraena qatarensis ingår i släktet Tetraena och familjen pockenholtsväxter. Inga underarter finns listade i Catalogue of Life.